# Almási István (vájár)
Almási István (Felsőtelekes, 1922. november 24. – Ormosbánya, 1977. március 29.) vájár, a Borsodi Szénbányászati Tröszt, Ormosbánya dolgozója.

## Életpályája
1960-ban a Kossuth-díj III. fokozatát kapta kiemelkedő munkateljesítményéért, valamint a termelés gazdaságossága, az anyagtakarékosság, a fiatal bányászok nevelése terén kifejtett példamutató munkájáért.
Gyermekei: Almási Tibor és Almási István.

## További kitüntetései
- Munka Érdemrend (1955)
- Szocialista Munka Hőse (1960)
- Felszabadulási Jubileumi Emlékérem (1970)